# Мурадов, Руслан Гамид оглы
Руслан Гамид оглы Мурадов (азерб. Ruslan Həmid oğlu Muradov; 27 июня 1973, Мингечевир, Азербайджанская ССР, СССР — 22 августа 1992, Паправенд, Агдамский район, Азербайджан) — азербайджанский военный, участник Первой карабахской войны, Национальный Герой Азербайджана.

## Биография
Руслан Мурадов родился 27 июня 1973 года в городе Мингечевир, Азербайджанской ССР . В 1990 году окончил здесь же школу № 10. Позже он работал на Мингячевирском заводе резинотехнических изделий, где работал его отец. Руслан вступил в ряды Национальной Армии 22 января 1992 года. После нескольких месяцев подготовки 14 апреля 1992 года его отправили в село Паправенд в Агдаме.

### Участие в Карабахской войне
В те дни, когда он прибыл в Паправенд, шли тяжелые бои за заброшенное село, которое вскоре было взято азербайджанскими силами. В 1992 году был сбит самолёт, принадлежащий Вооружённым силам Азербайджана. Он и его товарищи были направлены туда на операцию по спасении пилота. Их осадили. В результате двухдневных упорных боев им удалось прорвать осаду и спасти пилота.
Руслан Мурадов погиб 22 августа 1992 года в боях за село Паправенд Агдамского района. На момент гибели был холост.

## Память
Указом Президента Азербайджанской Республики № 290 от 6 ноября 1992 года Мурадову Руслану Гамид оглу было посмертно присвоено звание «Национального героя Азербайджана».
Похоронен на Аллее шехидов в Мингячевире.
В честь героя назван Технический гуманитарный лицей в Мингячевире, где установлен бюст.